# Tambour (musicien militaire)
Pour les articles homonymes, voir Tambour.
Dans les anciennes armées, le tambour ou tambourinaire est un musicien militaire de musique d'ordonnance ; il était chargé de transmettre les signaux et de rythmer le pas cadencé par le roulement de son instrument.

## Historique

### France

Tambour des lansquenets au service de la France en 1512, dessin de H. J. Vinkhuijzen (1843-1910).

Tambour français des guerres de Louis XIV, dessin d'Alain Manesson Mallet, 1696.

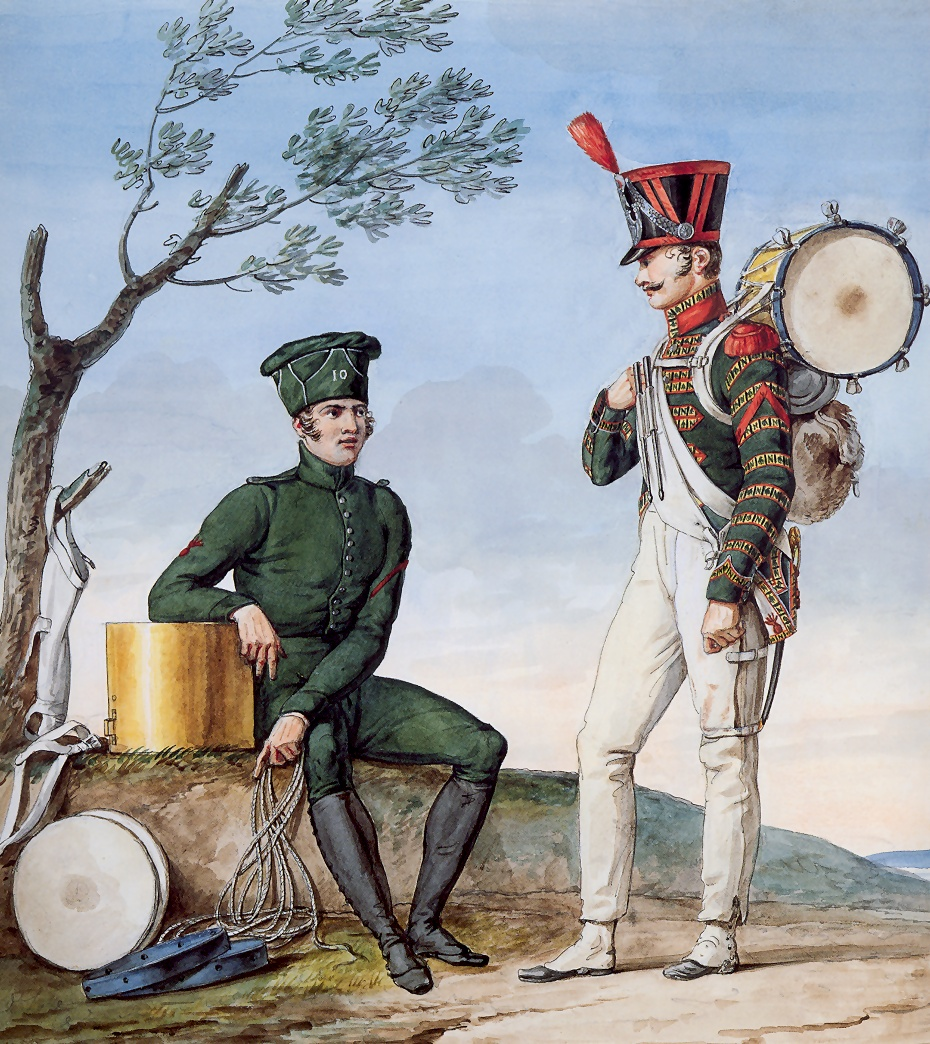
Tambours de la Grande Armée, dessin de Carle Vernet, 1812.

Les premiers tambours de l'histoire militaire de la France apparaissent en 1534 dans les légions de François Ier sous le nom de tambourins. Il en est prévu quatre par millier d'hommes. Ils constituent la musique de troupe de l'infanterie avec les fifres et plus tard, sous Louis XV, les clarinets. Les bandes françaises, qui succèdent aux légions, ont un ou deux tambours par bande. Sous Henri II, chaque bande a un tambour principal appelé tambour colonel qui fait porter sa caisse par un sous-tambour. Après la création des régiments d'infanterie française, le nom de « tambour » remplace celui de « tambourineur ». En 1667, l'ordonnance de Saint-Germain prévoit un tambour par compagnie en temps de paix et deux en temps de guerre. L'ordonnance du 1er mars 1768 prescrit que les tambours feront table commune et dormiront ensemble dans le quartier, mesure renouvelée par l'arrêt du 29 floréal an VII. Cependant, à partir de 1792, on les mettra plutôt à la table ordinaire de leur compagnie. 
Le tambour est considéré à l'origine comme le valet de son capitaine et en porte la livrée, ce qui lui assure une certaine immunité quand il est chargé de porter des messages. Sous Louis XIV, les livrées particulières sont remplacées par la livrée bleue des gens du roi ; leur manche est ornée de 7 galons obliques. Seuls les tambours des régiments des princes, dont le colonel était un prince de la maison de France, et les régiments étrangers portent la livrée de leur colonel. À partir de 1791, seule la livrée bleue à galons est autorisée mais les régiments y ajoutent parfois  des épaulettes, goussets et autres ornements particuliers. Le décret du 19 janvier 1812 prescrit que les tambours porteront la livrée de l'empereur. 
Sous la Restauration, la circulaire du 17 août 1814 restitue aux tambours la livrée bleue du roi avec des galons en fil blanc et laine cramoisie. Les 7 galons obliques sont rétablis en 1817. Deux décisions de 1827 réduisent les galons aux collets, parements et bas de taille. Le 31 octobre 1837, l'uniforme du tambour est aligné sur celui des autres soldats.
La cuissière est à l'origine en peau de mouton remplacée plus tard par du veau. Les bretelles qui portent la caisse de tambour sont à l'origine en corde, remplacé en 1812 par du cuir. Une bricole en cuir de buffle comprend un porte-baguette : celui-ci est doté d'un fourreau en cuivre pour la Garde constitutionnelle du Directoire puis la Garde consulaire, accessoire généralisé à toute l'armée après 1814 .
Le règlement du 24 juin 1792 généralise la désignation du tambour par le colonel. Il est souvent recruté parmi les enfants de troupe. L'arrêté du 7 thermidor an VIII (26 juillet 1800) permet de choisir un enfant à partir de 16 ans pourvu qu'il soit apte au service. Le tambour porte une épée, remplacée pendant la Révolution par un sabre ; Napoléon veut y ajouter un mousqueton à baïonnette mais il est généralement trouvé trop lourd pour les jeunes soldats qui ont tendance à abandonner leur fusil si la priorité est de battre la charge, ou leur instrument s'il faut faire le coup de feu. 
La solde du tambour est égale à celle du simple soldat ; celui d'une compagnie de grenadiers touche la même solde supérieure. Il touche en outre des « deniers de baguettes » pour pourvoir à l'entretien de celles-ci. Au XIXe siècle, le coût de formation d'un tambour est estimé à 100 francs. Le tambour touche les mêmes allocations que le clairon et le cornet. Il est exempté des corvées de compagnie mais pas de celles de chambrée ni de soupe.    

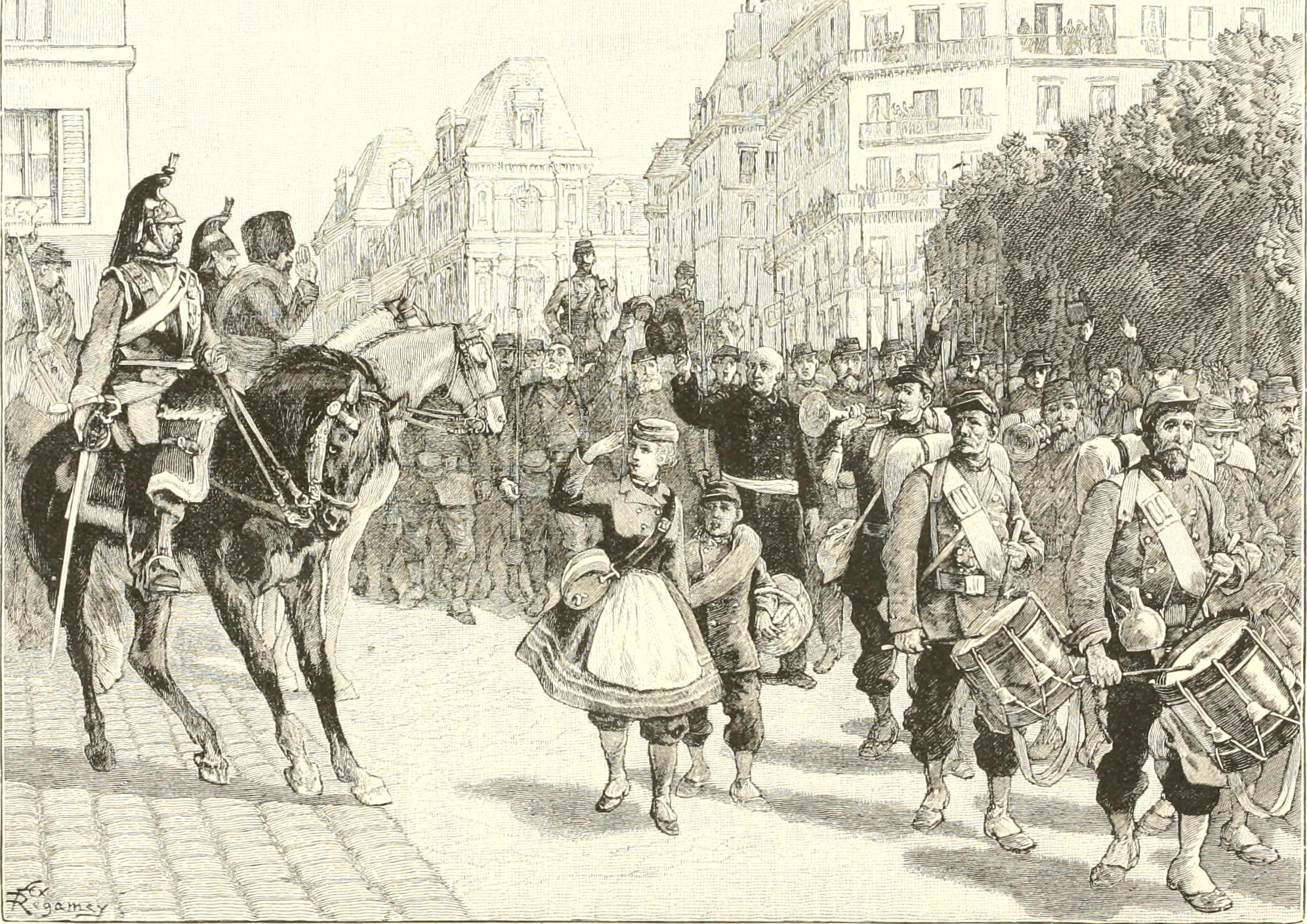
Soldats, cantinière et tambours de l'armée du général Vinoy pendant la guerre franco-allemande de 1870, illustration d'Edward King, 1885.

Les tambours sont disposés, pendant la marche, au flanc ou à la tête des compagnies, ou dans les intervalles entre elles, ou parfois en queue de colonne. La canne du tambour-major donne le signal des battements de tambour. Cependant, ni la cadence ni même le nom des différents battements ne sont exactement fixés et varient beaucoup selon les corps de troupe. Les tambours des Gardes françaises, au milieu du XVIIIe siècle, sont les premiers à battre séparément de la fanfare et se taire quand celle-ci joue des musiques plus élaborées. 
Les principaux rythmes sont la diane, la marche, la prière, la messe, la charge, la retraite, etc. En garnison, la retraite sert à rappeler les soldats à leur cantonnement pour la nuit. En marche, les tambours rythment le pas et annoncent les obstacles et rétrécissements. Au combat, ils prennent place au milieu du carré d'infanterie : ils donnent le signal de la formation du carré, de la charge, de la marche en retraite. Le battement « en défilant » accompagne la parade, « aux champs » salue l'arrivée du drapeau mais aussi celle des condamnés à mort ; le battement en sourdine, la caisse couverte d'un drap noir, suit les cérémonies funèbres.
Le 14 mai 1754, le marquis de Paulmy, ministre de la Guerre, fait rassembler à l'hôtel des Invalides tous les tambours des régiments de France, sous la direction du lieutenant Joseph-Henri de Bombelles et du tambour-major Jacques Bouroux, pour une démonstration de batterie à l'unisson. L'ordonnance du 14 mai 1754 tente d'uniformiser les battements mais il faut attendre le manuel d'infanterie de 1807 pour avoir une règlementation précise avec des recommandations détaillées sur la formation des instrumentistes. En 1803, David Buhl, chef de la musique de la Garde consulaire, fixe la liste des « batteries » règlementaires : Au Drapeau, La Générale, Aux Champs, La Chamade, Le Ban, L'Assemblée, Le Réveil, La Diane, La Fricassée, L'Extinction des feux, La Retraite et plusieurs rythmes de marche.

### Autres pays

Images
Fifre et tambour du régiment Hoch- und Deutschmeister de la monarchie de Habsbourg vers 1741-1756, dessin de H. J. Vinkhuijzen (1843-1910).
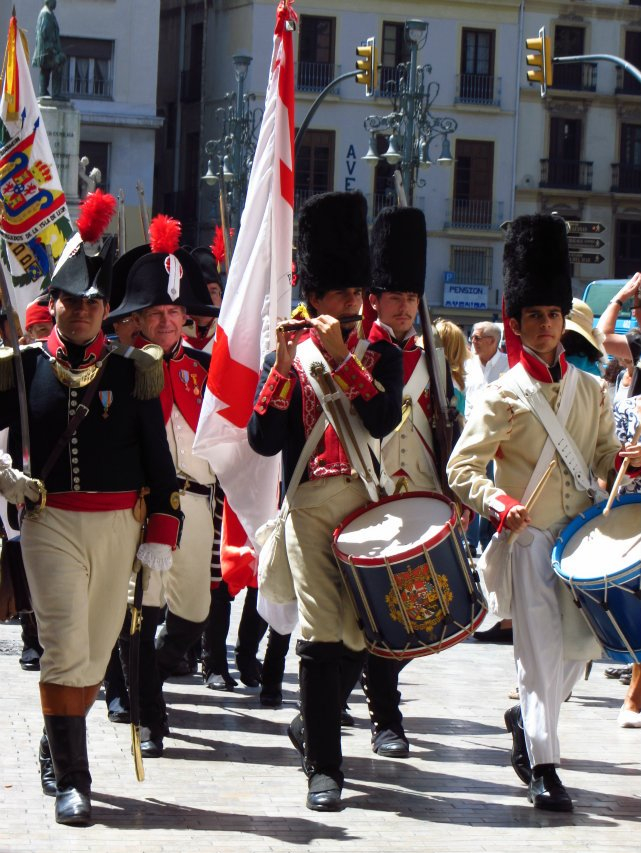
Soldats et tambours du 3e régiment suisse de Reding au service de l'Espagne, reconstitution en 2012.
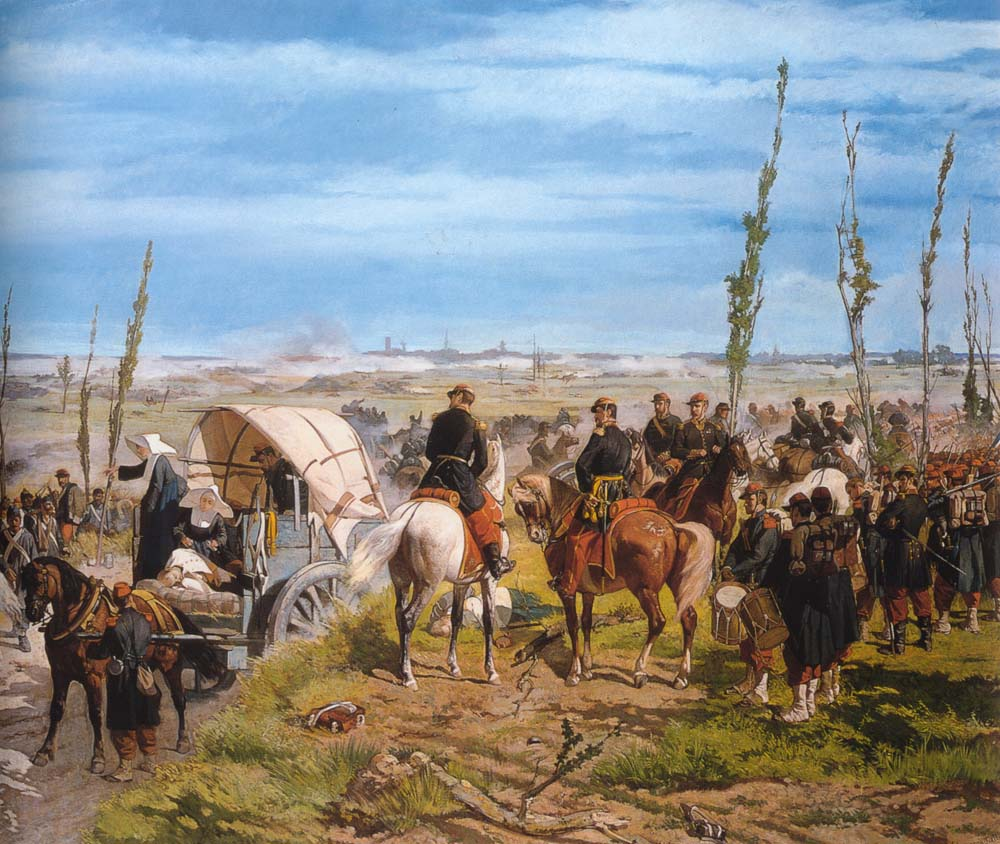
Soldats, ambulance et tambours de l'armée de Piémont-Sardaigne à la bataille de Magenta, peinture de Giovanni Fattori, 1861.
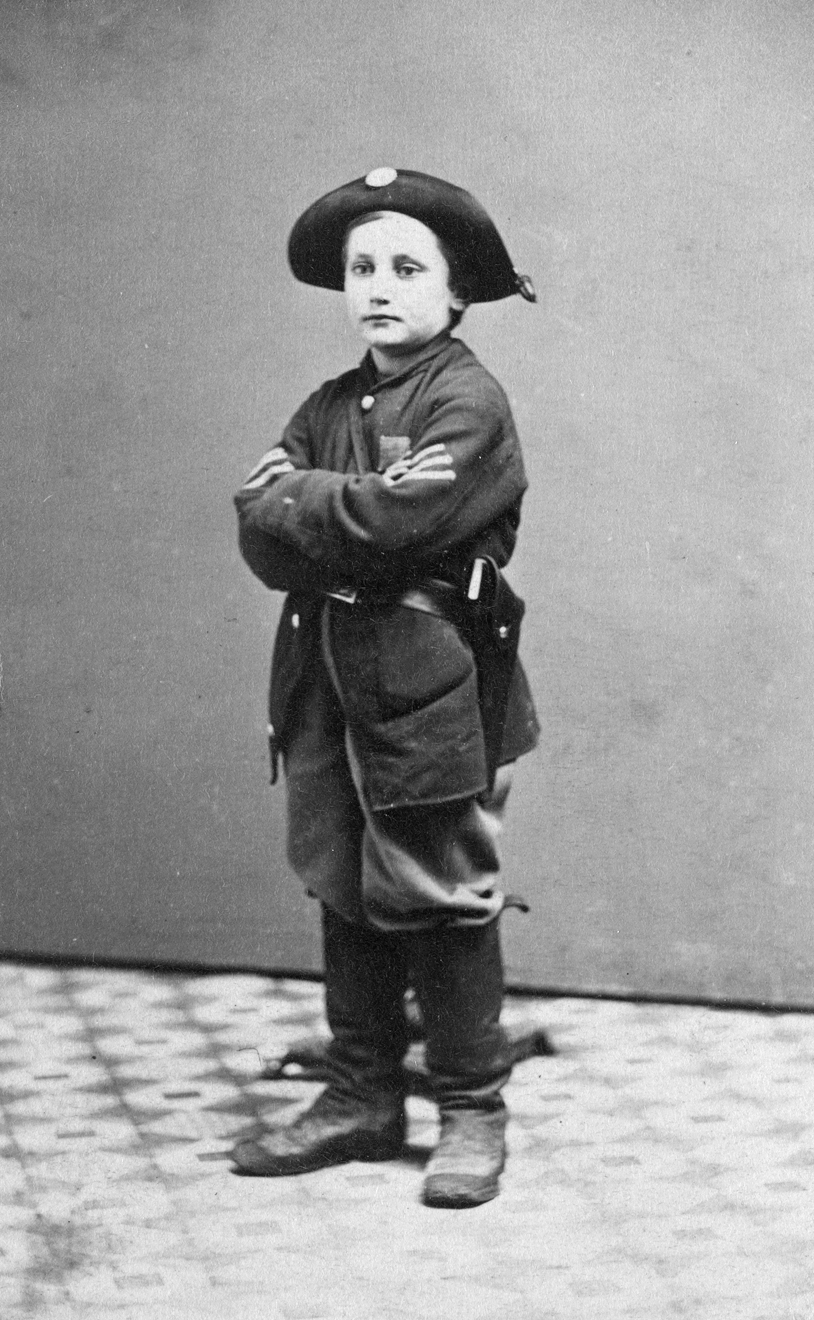
John Clem, tambour de l'armée nordiste pendant la guerre de Sécession, photographié v. 1860-1865.

Dans les armées occidentales, jusqu'au XIXe siècle, il y a eu des enfants-soldats souvent traités comme mascotte du régiment. Ils étaient souvent les fils ou orphelins d'un soldat de la même unité. 

#### États-Unis
L'armée américaine acceptait les musiciens à partir de l'âge de 12 ans, l'US Navy les mousses à partir de 13 ans avec un contrat signé par leurs parents. Pendant la guerre de Sécession, on estime que les enfants mineurs représentaient 10% de l'armée de l'Union et probablement la même proportion de l'Armée confédérée : la plupart mentaient sur leur âge à l'enrôlement avec la complicité tacite de la hiérarchie, de sorte que le chiffre officiel de 1,5% de soldats en-dessous de 18 ans est très inférieur à la réalité. Même quand ils ne combattaient pas, ils aidaient au soin des blessés, portaient des messages ou des repas, pansaient les chevaux, recousaient les vêtements. 
Charles King, du 49e régiment de Pennsylvanie, est considéré comme le plus jeune soldat tué de la guerre de Sécession : il meurt à l'âge de 13 ans à la bataille d'Antietam. William Black (en), tambour du 21e régiment d'Indiana, a un bras arraché par un obus à l'âge de 12 ans. John Clem, mascotte et tambour à l'âge de 9 ans, bat la charge et tue un officier sudiste à la bataille de Chickamauga : il est probablement le soldat le plus photographié de la guerre et finira sa vie comme officier de l'US Army. Du côté sudiste, un tambour de 11 ans de la Brigade orpheline du Kentucky, connu sous le surnom de  « Little Oirish », rallie les troupes pendant la bataille de Shiloh,.

#### Royaume-Uni
Dans l'armée britannique, très attentive au rythme, le tambour s'entraînait devant une pendule ou un métronome. 
Pendant le siège de Sébastopol, en 1855, un jeune tambour du 77e régiment d'infanterie attrape un petit trompette de l'armée russe qui cherchait à s'enfuir, le renverse à coups de poing et le fait prisonnier.

#### États allemands
En Prusse, le règlement militaire de 1726 ordonne au régiment de marcher à l'ennemi avec arme à l'épaule, drapeaux déployés et musique battante mais au moment du combat, les musiciens devaient rester en arrière avec l'aumônier et les chirurgiens. Les soldats ne devaient pas quitter les rangs pour s'occuper d'un camarade blessé : ce soin était réservé aux valets de l'officier. En 1742, Frédéric II ajoute aux fonctions des hautboïstes, fifres et tambours le transport des blessés au poste de soins. Cependant, un certain nombre de tambours restent à proximité du commandant pour transmettre les signaux de marche. La musique contribue à soutenir le moral des soldats pendant le combat mais le fond sonore est surtout assuré par les chants religieux en chœur tels que Ein feste Burg ist unser Gott (« C'est un rempart que notre Dieu ») ou Nun danket alle Gott (« Maintenant remercions tous Dieu ») auxquels s'ajoute pendant la guerre de Sept Ans le chant Ich bin ja Herr in deiner Macht (« Je suis, Seigneur, en ton pouvoir »).

## Tambours célèbres

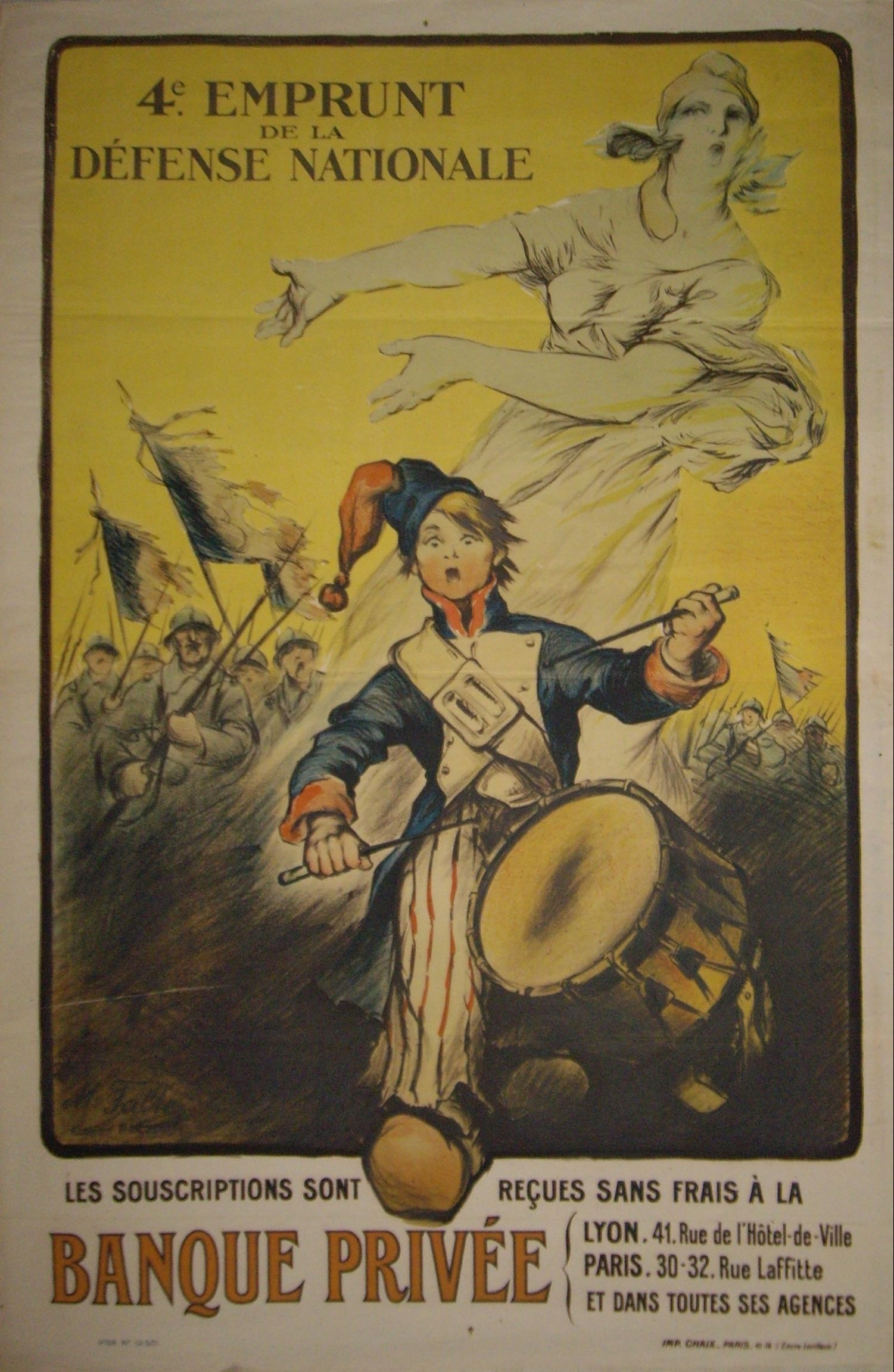
Le tambour comme symbole patriotique : affiche du 4e emprunt de la Défense Nationale, dessin de Marcel Falter, 1918.

- Claude-Victor Perrin, dit Victor (1764-1841), militaire des guerres de la Révolution et de l'Empire, plus tard duc de Bellune et maréchal d'Empire, a commencé sa carrière à 17 ans comme tambour dans le régiment de Grenoble artillerie[15].

- Joseph Agricol Viala, enfant-soldat français tué le 6 juillet 1793 pendant l' insurrection fédéraliste du Midi, est parfois présenté comme un tambour[16].

- Le tambour Stroh, un soldat français de l'an II tué à la bataille de Wattignies le 15 octobre 1793, est figuré sur deux monuments à Avesnes-sur-Helpe et Maubeuge.

- André Estienne (1777-1838), tambour de l'armée de Bonaparte lors de la bataille du pont d'Arcole en 1796, est honoré par le Monument au Tambour d'Arcole dans la commune de Cadenet (Vaucluse).

## Dans la culture
Le joueur de tambour est évoqué dans la chanson traditionnelle française : Trois jeunes tambours ; les folkloristes en ont recueilli  des variantes dans plusieurs provinces, dont une en catalan.
Aux États-Unis, de nombreuses biographies de jeunes tambours et autres enfants-soldats ont été publiées après la guerre de Sécession et le thème est souvent traité dans la fiction ; il est devenu une figure de la culture populaire. La chanson « Le petit tambour de Siloh » (« The Drummer Boy of Siloh ») de William Shakespeare Hays (en), publiée en 1862, évoque un de ces petits musiciens tué au combat.
Dans Les tambours du "Fore and Aft" (en), conte de Rudyard Kipling publié en 1888, pendant une bataille de la guerre anglo-afghane où leur régiment bat en retraite, deux petits tambours de l'armée britannique de l'Inde s'enivrent, vont au-devant de l'ennemi en battant la charge et sont tués.